# Eliza Bland Smith Erskine Norton
Eliza Bland Smith Erskine Norton (Whitehaven, 1795-20 de septiembre] de 1855) fue una poeta, dramaturga y escritora británica.

## Biografía
Eliza Bland Smith nació en 1795 en Whitehaven, Inglaterra, hija del teniente coronel Smith. En 1809, se casó con el teniente coronel Esmé Stewart Erskine, hijo de Thomas Erskine, primer barón Erskine. Erskine perdió un brazo en la Batalla de Waterloo en 1815 y murió en 1817. En Mumbai, el 3 de noviembre de 1819, se casó con James Norton, entonces en el servicio naval de la Compañía Británica de las Indias Orientales. Más tarde Norton se unió a la Armada Imperial Brasileña y durante la Guerra del Brasil, perdió un brazo en batalla en 1828. Murió en 1835.
Murió el 20 de septiembre de 1855 en Baden-Baden en la casa de su yerno, el diplomático Frederic Douglas-Hamilton.

## Escritura
Publicó dos libros de poesía, Isabel (1814) y Alcon Malanzore (1815). Este último era un largo poema narrativo sobre el amor interracial condenado entre una mujer blanca cristiana, Rosaline, y el comandante moro titular. También publicó una obra de teatro, The Martyr (1848), y una colección de cuentos, The Gossip (1852). Contribuyó a publicaciones periódicas como The Metropolitan y Bentley's Miscellany.
Sus obras a veces se confunden con las de la autora más famosa Caroline Norton; esta última bromeó diciendo que «la Sra. Erskine Norton se ha acostumbrado ingeniosamente a jugar a ser yo para todos los editores». Las dos mujeres entablaron un debate sobre esta confusión y el uso apropiado de las convenciones de nombres británicas en cartas a The Times.

## Hijos
Eliza y Esmé Stewart Erskine tuvieron tres hijos:
- Thomas Erskine (nacido el 29 de marzo de 1810).[9]
- Esmé Stuart Erskine (8 de septiembre de 1811-1833).[9]
- Henry Erskine (nacido el 11 de agosto de 1814).[9]

Eliza y James Norton tuvieron seis hijos:
- Marina Norton (1843-1871), que se casó con el diplomático Frederic Douglas-Hamilton (1815-1887).[10]
- Indiana Isabel Norton (murió en la infancia).[11]
- Flechero Carioca Norton.[11]
- Federico de la Plata Norton.[11]
- Guillermo Slayter Norton.[11]
- María Brasilia Norton, quien se casó con el Dr. John Brewor.[11]